# Vuitena Croada

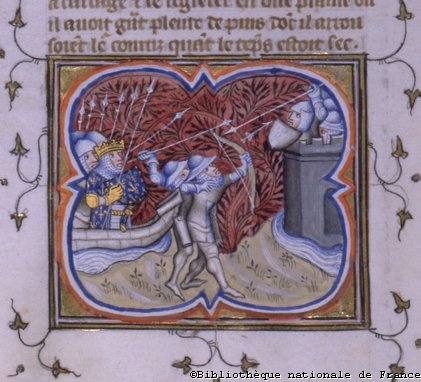
Il·lustració del setge de Tunis

La Vuitena Croada fou una campanya militar engegada per Lluís IX de França i adreçada contra el regne de Tunísia, en la qual moriren ell i el seu fill.

## Situació al Pròxim Orient
Els mongols havien posat en perill el poder del Soldanat Mameluc després de la Setena Croada, però derrotats a la batalla d'Ayn Jalut el 1260, vençuda pel general Bàibars a les ordres del soldà Qútuz, va canviar la situació. Esdevingut soldà, Bàibars va desfermar una ofensiva general contra els territoris romanents del Regne de Jerusalem.

## Croada
Els papes Alexandre IV, Urbà IV i Climent IV convoquen una croada per aturar Bàibars, però la campanya de conquesta de Carles d'Anjou contra Manfred Hohenstaufen pel Regne de Sicília, sostinguda pel seu germà, el rei Lluís IX de França, retarda la preparació de la croada i en canvia el destí natural. Així, mentre que Jaume el Conqueridor tramet els seus fills bastards Ferran Sanxis de Castre i Pere Ferrandis, que res no obtenen a Acre a causa de la seva inexperiència, Lluís aplega la majoria de la noblesa francesa (Carles d'Anjou, Robert II d'Artois, Teobald II de Navarra, Joan I de Bretanya…) a Aigües Mortes per salpar cap a Tunísia el 4 de juliol de 1270, destí que clarament beneficiava la posició de Carles d'Anjou com a nou rei de Sicília. L'establiment d'un rei cristià a Tunísia hauria afavorit, sens dubte, noves expedicions a Egipte.
Després d'una pausa a Sardenya, Lluís va desembarcar a Tunísia i va posar setge a la capital, Tunis, del 15 al 24 de juliol del 1270.
Contra les esperances dels croats, el soldà tunisenc Al-Mustànsir no es va fer cristià, sinó que es va aprestar a la defensa, demanant socors a Bàibars.
Llavors va esclatar una epidèmia entre els assetjants que es cobrà la vida del rei Lluís i el seu fill Joan Tristany (25 d'agost). El seu successor, Felip III era massa jove i estava també malalt, de manera que Carles d'Anjou va prendre el comandament.
Va seguir el setge fins que el soldà va pagar una indemnització de 210.000 unces d'or (30 d'octubre), moment en què els francesos aixecaren el setge.